# Sanclemente
I Sanclemente o San Clemente sono un'antica famiglia nobile siciliana, ramo della famiglia catalana Santcliment di Barcellona. Godette di nobiltà in Palermo nel XIV secolo e fu tra le più influenti e cospicue casate delle città di Trapani e Salemi nel XV e nel XVI secolo. Il ramo trapanese fu insignito del titolo di baroni di Inici e si estinse nel XVII secolo.

## Storia

### Origini
La famiglia Sanclemente fu portata dalla Spagna in Sicilia da Pedro, annoverato da Ramon Muntaner tra i cavalieri di nobili famiglie catalane che il 31 agosto 1282 sbarcarono a Trapani al seguito di Pietro III di Aragona.
Nel 1349 un Pietro fu senatore di Palermo. Nel 1356 Giuseppe fu pretore di Palermo. Nel 1394 un altro Pietro fu senatore di Palermo.

### Ramo salemitano

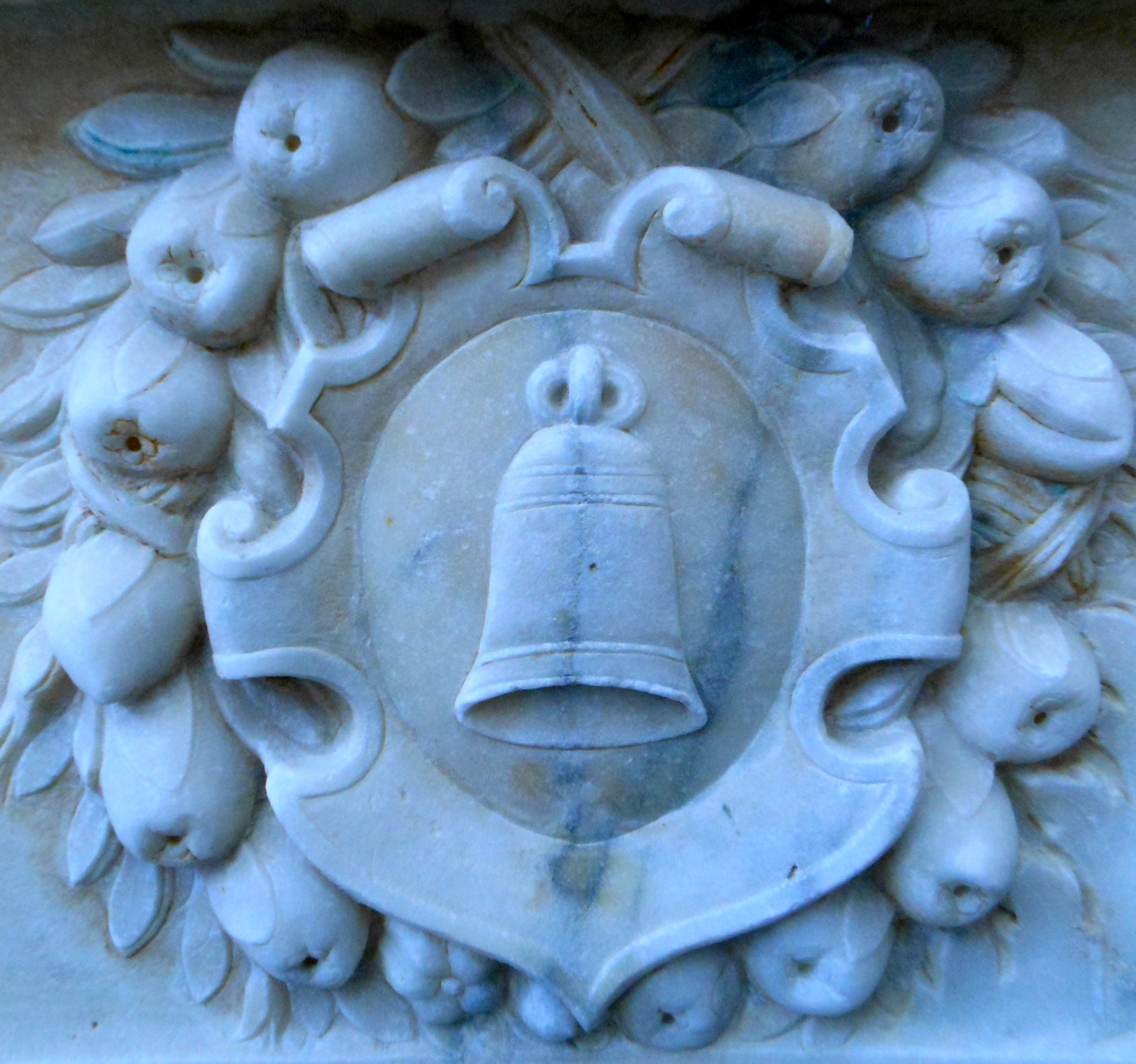
Stemma della famiglia Sanclemente, opera di Antonino Gaggini

A Salemi i Sanclemente sono presenti a partire dalla fine del XIII secolo con Pedro e Rumbao: Pedro vi giunse da Barcellona nel 1282, stabilì dapprima la sua residenza a Trapani, dove ottenne l'ufficio di conservatore della gente d'armi e, come scrive il Barberi venne in seguito investito signore di Gibilichaleph e Gibiluasili, quindi, avendo acquistato la castellania di Salemi, piantò ivi la sua famiglia, che vi fiorì; Rumbao venne creato miles nel 1283 da Pietro III di Aragona.
Dal XV al XVII secolo diversi esponenti della famiglia ricoprirono la carica di giurato: un Antonio nel biennio 1443-1444 e ancora nel 1463-1464, un Polidoro nel 1495, un Bartolomeo nel 1507, un Pietro nel 1540. Negli anni 1550-1552 tenne la carica di giurato un Antonio, che nel 1571 prese parte alla battaglia di Lepanto insieme a Diego, suo parente. Simone fu vicesecreto nel 1565. Giacomo fu baiulo nel 1557-1558 e giurato nel 1569-1570. Troviamo poi un Leonardo, giurato nel 1597-1598. Un Giovanni Antonio fu giurato nel 1605 e fu tra i fondatori dell'ospedale cittadino e del monte di pietà, che dotò di 12 onze con testamento del 13 aprile 1609. Un altro Giovanni Antonio fu, nel 1671, maestro notaro delle appellazioni; Antonino, dottore in leggi, esercitò, nell'anno 1742-1743, la carica di giudice della corte capitaniale salemitana.

### Ramo trapanese
Parlando dei Sanclemente, Giuseppe Maria Di Ferro li definisce:
(Giuseppe Maria Di Ferro, Guida per gli stranieri in Trapani, con un saggio storico, Trapani, 1825, p. 188)

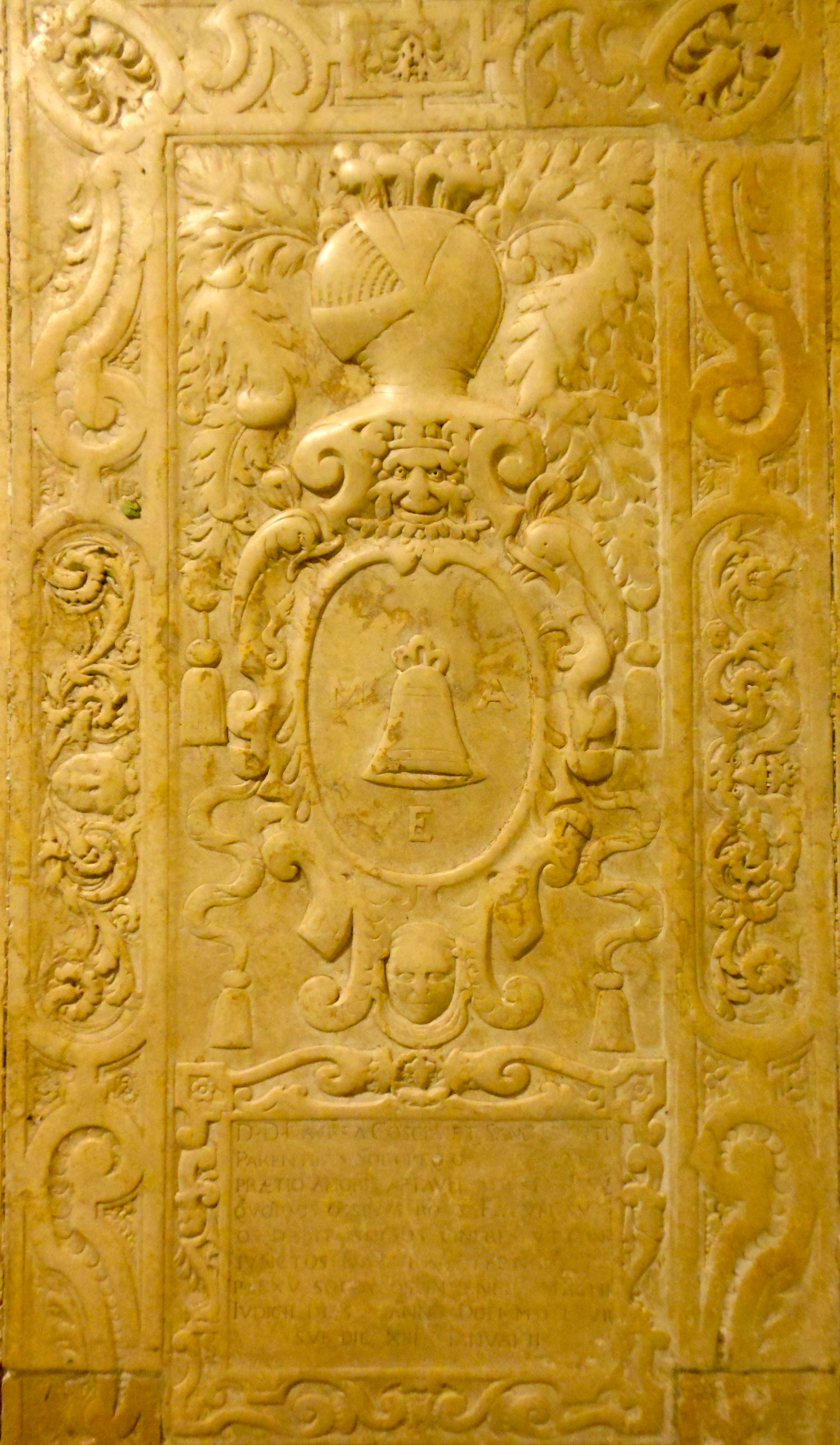
Lapide della famiglia Sanclemente presso la basilica santuario di Maria Santissima Annunziata

A Trapani i Sanclemente sono presenti a partire dalla metà del XV secolo, sappiamo infatti che nel 1458 la famiglia è stata ammessa ai gradi di nobiltà. Giovanni (I) si segnalò per singolare valore al servizio della monarchia: fu regio consiliario e regio cavaliere, servì re Alfonso V d'Aragona in Corsica e a Napoli e fu, negli anni 1459-1460, 1466-1467 e 1477-1478 capitano di giustizia di Trapani, e negli anni 1470-1472 di Salemi; sposò Bartolomea Mannina, figlia di Simone, regio consiliario, e di Costanza Naso Sieri Pepoli, che gli apportò il territorio di Inici e la tonnara di Scopello. I Mannina, di Monte San Giuliano, erano imparentati e discendevano dalla famiglia Chiaramonte.
Giovanni ebbe, tra gli altri figli, Simone (I), regio consiliario, tenente capitano di Trapani e barone di Inici, che fu nominato e inviato come ambasciatore della città di Trapani più volte presso il re Ferdinando il Cattolico, presso l'imperatore Carlo V d'Asburgo e diversi viceré; durante la rivolta del 1516, appoggiato da Giovanni Sieri Pepoli, signore di Recalcata, osteggiò i Fardella. Fu senatore di Trapani nel 1503-1504, nel 1526-1527, e nel 1536-1537 e tenne in detta città la carica di capitano di giustizia negli anni 1505-1506, 1507-1508 e nel 1516, rinunziando però in seguito a tale carica; fu poi sindaco di Trapani nel 1529 e vice portolano nel 1532. Nel 1535 fu inviato insieme a Gaspare Fardella come sindaco e ambasciatore della città al Parlamento siciliano convocato da Carlo V d'Asburgo. Sposò prima Diana Ponte e poi Francesca Sieri Pepoli; la figlia Bartolomea sposò Francesco Sieri Pepoli, signore di Recalcata, figlio di Giovanni.
Il figlio Giuseppe, barone di Inici e di Mokarta fu ambasciatore presso il viceré nel 1544 e sposò Masella Cavaleri.
Francesco, fratello del precedente, fu senatore di Trapani nel 1546-1547.
Giovanni (II), fratello del precedente, fu capitano di due galere, e nel 1535 partecipò con 400 fanti al suo comando alla conquista di Tunisi. Meritatamente ottenne un lauto stipendio e l’ufficio di capitano di giustizia. Fu poi senatore di Trapani nel 1545-1546 e nel 1572-1573. Sposò Allegranza Fardella e Sieri Pepoli, figlia del barone di Fontanasalsa.

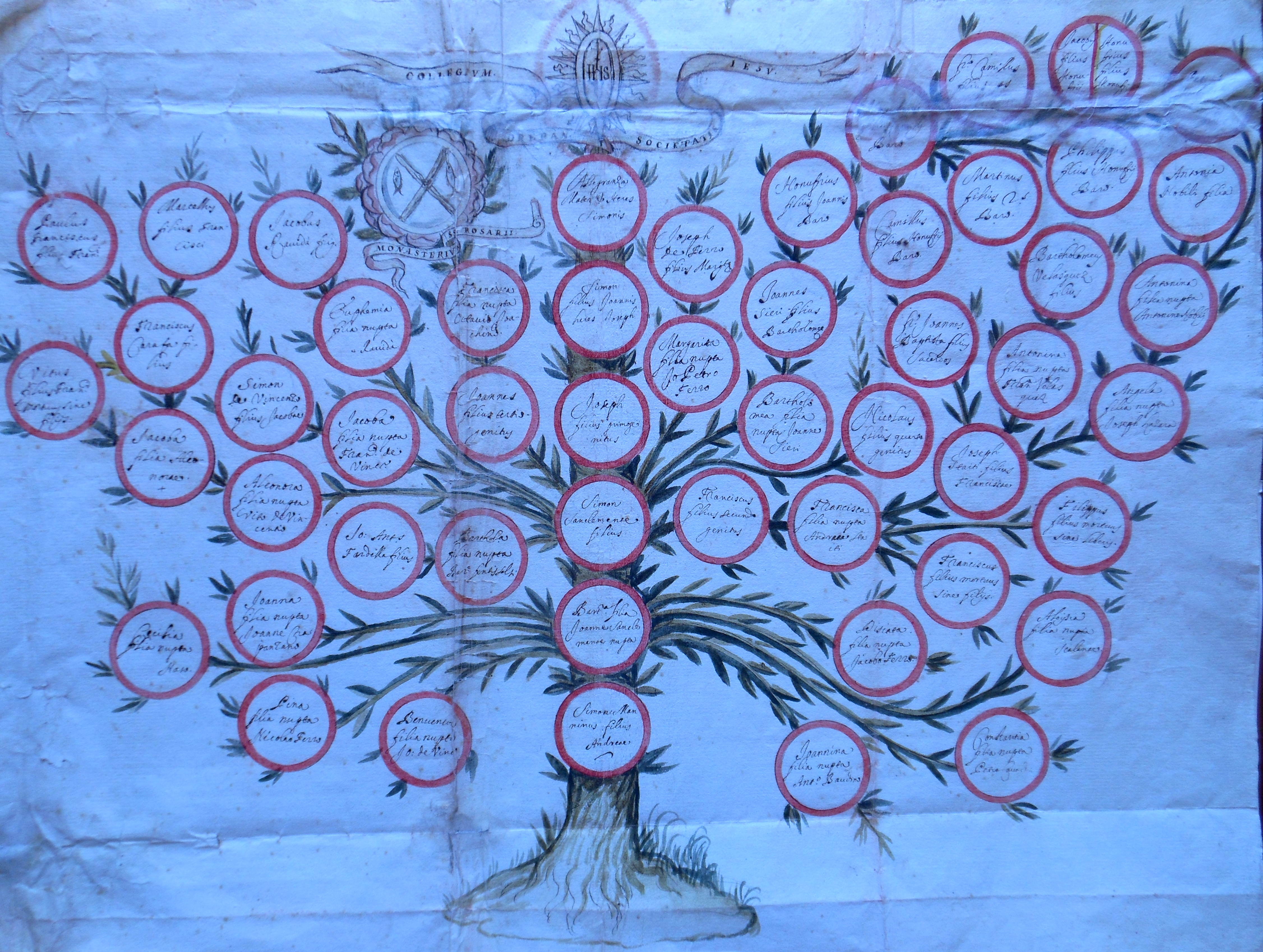
Albero genealogico del ramo trapanese della famiglia Sanclemente

Simone (II), figlio del precedente fu sergente maggiore della milizia nel 1566 e capitano di fanteria nel 1575; fu senatore di Trapani nel 1567-1568 e capitano di giustizia nel 1575-1576.
La sorella Francesca sposò Giovanni Antonio Margagliotti e in seconde nozze Ottavio Gioacchino, patrizio romano e governatore di Trapani; non ebbe figli. Fondò il monastero della Beata Vergine Maria del Santissimo Rosario sotto il titolo di sant'Andrea con il patrocinio del Senato trapanese, provvedendolo di dodici ragazze senza dote per il monacaggio.
È infine meritevole di nota un altro Giuseppe, frate minore scalzo, il quale, nel 1542, coadiuvò padre Giacomo da Gubbio e il nobile Pietro Di Ferro juniore nella fondazione del reclusorio di Santa Maria Maddalena, dove erano accolte quelle donne che, abbandonata una vita licenziosa, ne abbracciavano una tutta cristiana.
I Sanclemente furono una delle ventotto famiglie che intervennero alla fondazione della Confraternita della Carità della Santa Croce il 2 aprile 1555.
La famiglia godeva del giuspatronato della cappella e altare di san Nicola di Bari nel duomo di Erice, ereditato dai Mannina e dai Chiaramonte, casati dai quali discendeva, e possedeva una cappella nella chiesa di san Domenico a Trapani, dove è conservata la tomba di Simone Sanclemente.

#### La lotta con i Fardella
Alla morte di Ferdinando il Cattolico la contrastata successione al trono del nipote Carlo d'Asburgo fu accompagnata in Sicilia (e altrove nei regni iberici) da un'ondata di malessere che sfociò in una complessa trama di congiure e rivolte che interessarono il panorama politico siciliano in particolare negli anni compresi tra il 1516 e il 1523. Profittando dei tumulti, Simone Sanclemente, barone di Inici, scatenò a Trapani una sanguinosa faida, assediando e incendiando il palazzo di Giacomo Fardella: 
(Francesco Maurolico, Sicanarum Rerum Compendium, Messina, 1716, p. 213)
 Il Fardella riparò con la famiglia a Messina. Le violenze perpetrate dai sostenitori di una famiglia ai danni di quelli dell'altra tuttavia continuavano ed erano divenute così frequenti e terribili che gli stessi cittadini di Trapani ne sollecitavano la cessazione: pertanto, il 15 settembre 1550, su richiesta di alcuni cittadini e con l'intervento del maestro razionale del Regno Pietro De Agostino, il quale esercitava in quel tempo anche la carica di capitano d'armi di Trapani, si addivenne alla conclusione di un contratto di pace. Alla firma del documento furono in 65 ad assistere per la fazione guidata dal barone Giuseppe Sanclemente, figlio di Simone, e 55 per quella di Giovan Gaspare Fardella, figlio di Giacomo. Molte famiglie dell'élite trapanese e del patriziato avevano partecipato schierandosi chi per i Sanclemente, chi per i Fardella: tra i sostenitori dei Sanclemente si annoverano i Sieri Pepoli, i Vento, i Naso, i Carissima; tra i sostenitori dei Fardella i Burgio, i Montegiardino, gli Omodei, i Monaco, i Ferro. Altri importanti provvedimenti che tendevano alla riconciliazione ed alla pace tra queste due famiglie rivali sono rappresentati dal matrimonio, celebrato nel 1544, tra Bartolomea Sanclemente, figlia del barone Simone, e Cristoforo Fardella, barone di Fontanasalsa, e da quello tra Giovanni Sanclemente, fratello di Bartolomea Sanclemente, e Allegranza Fardella e Sieri Pepoli.

#### Albero genealogico
Nello schema che segue è riportata una sintesi dell'albero genealogico del ramo trapanese della famiglia:
|                                                           |                                                           |                                                                     |                                                                     |                                                                    |                            |                            |                          |                                |                                |                                                                           |                                                                           |                             |                             |                                 |                                 |                                  |                                  |                                    |                                    |                    |                    |
|                                                           |                                                           |                                                                     |                                                                     |                                                                    |                            |                            |                          |                                |                                | Giovanni (I) regio cavaliere, ⚭ Bartolomea Mannina                        |                                                                           |                             |                             |                                 |                                 |                                  |                                  |                                    |                                    |                    |                    |
|                                                           |                                                           |                                                                     |                                                                     |                                                                    |                            |                            |                          |                                |                                |                                                                           |                                                                           |                             |                             |                                 |                                 |                                  |                                  |                                    |                                    |                    |                    |
|                                                           |                                                           |                                                                     |                                                                     |                                                                    |                            |                            |                          |                                |                                |                                                                           |                                                                           |                             |                             |                                 |                                 |                                  |                                  |                                    |                                    |                    |                    |
|                                                           |                                                           | Benvenuta ⚭ Giovanni Di Vincenzo                                    | Benvenuta ⚭ Giovanni Di Vincenzo                                    | Pina ⚭ Nicola Ferro                                                | Pina ⚭ Nicola Ferro        | Cecilia ⚭ Guglielmo Naso   | Cecilia ⚭ Guglielmo Naso | Giovanna ⚭ Giovanni Crapanzano | Giovanna ⚭ Giovanni Crapanzano | Simone (I) barone di Inici, ⚭ 1ª Diana Ponte; ⚭ 2ª Francesca Sieri Pepoli | Simone (I) barone di Inici, ⚭ 1ª Diana Ponte; ⚭ 2ª Francesca Sieri Pepoli | Disiata ⚭ Giacomo Ferro     | Disiata ⚭ Giacomo Ferro     | Aloisia ⚭ Giovanni Scalense     | Aloisia ⚭ Giovanni Scalense     | Costanza ⚭ Pietro Cavaleri       | Costanza ⚭ Pietro Cavaleri       | Giovannina ⚭ Antonio Bandino       | Giovannina ⚭ Antonio Bandino       |                    |                    |
|                                                           |                                                           |                                                                     |                                                                     |                                                                    |                            |                            |                          |                                |                                |                                                                           |                                                                           |                             |                             |                                 |                                 |                                  |                                  |                                    |                                    |                    |                    |
|                                                           |                                                           |                                                                     |                                                                     |                                                                    |                            |                            |                          |                                |                                |                                                                           |                                                                           |                             |                             |                                 |                                 |                                  |                                  |                                    |                                    |                    |                    |
| Giuseppe barone di Inici e di Mokarta, ⚭ Tommasa Cavaleri | Giuseppe barone di Inici e di Mokarta, ⚭ Tommasa Cavaleri | Giovanni (II) barone di Inici, ⚭ Allegranza Fardella e Sieri Pepoli | Giovanni (II) barone di Inici, ⚭ Allegranza Fardella e Sieri Pepoli |                                                                    | Francesco dottore in legge | Francesco dottore in legge |                          | Nicola ⚭ Caterina Fardella     | Nicola ⚭ Caterina Fardella     | Bartola ⚭ Cristoforo Fardella, barone di Fontanasalsa                     | Bartola ⚭ Cristoforo Fardella, barone di Fontanasalsa                     | Eleonora ⚭ Vito Di Vincenzo | Eleonora ⚭ Vito Di Vincenzo | Giacoma ⚭ Francesco Di Vincenzo | Giacoma ⚭ Francesco Di Vincenzo | Margherita ⚭ Giovan Pietro Ferro | Margherita ⚭ Giovan Pietro Ferro | Bartolomea ⚭ Giovanni Sieri Pepoli | Bartolomea ⚭ Giovanni Sieri Pepoli | Eufemia ⚭ ? Ravidà | Eufemia ⚭ ? Ravidà |
|                                                           |                                                           |                                                                     |                                                                     |                                                                    |                            |                            |                          |                                |                                |                                                                           |                                                                           |                             |                             |                                 |                                 |                                  |                                  |                                    |                                    |                    |                    |
|                                                           |                                                           |                                                                     |                                                                     |                                                                    |                            |                            |                          |                                |                                |                                                                           |                                                                           |                             |                             |                                 |                                 |                                  |                                  |                                    |                                    |                    |                    |
|                                                           | Simone (II) barone di Inici                               | Simone (II) barone di Inici                                         | Francesca ⚭ 1º Giuseppe Antonio Margagliotta; ⚭ 2º Ottavio Jachino  | Francesca ⚭ 1º Giuseppe Antonio Margagliotta; ⚭ 2º Ottavio Jachino | Francesca ⚭ Andrea Staiti  | Francesca ⚭ Andrea Staiti  | Federico figlio naturale | Federico figlio naturale       | Antonia figlia naturale        | Antonia figlia naturale                                                   |                                                                           |                             |                             |                                 |                                 |                                  |                                  |                                    |                                    |                    |                    |

#### Parentadi
Tra il XV e il XVI secolo i Sanclemente si sono imparentati con le primarie famiglie nobili trapanesi: Vincenzo, Ferro, Mannina (o Mannini), Staiti, Naso, Crapanzano, Fardella, Ravidà, Sieri Pepoli, Scalense, Cavaleri, Bandino, Margagliotta.

## Feudi

### Gibilichaleph ed il territorio di Gibiluasili
La più antica notizia è del 1310, grazie alla quale apprendiamo che Pedro de Sanclemente, il quale aveva ottenuto la castellania di Salemi, fu, a partire dal 1282, signore del feudo di Gibilichaleph, termine di chiara origine araba che sta a significare "piccola altura di Haleph", chiamato in seguito Mucharda e poi Moxharta. Il feudo si trovava nel territorio di Salemi, presso Gibiluasili, un tenimento di terre da esso distinto del quale Pedro era parimenti feudatario. Gli successe Claramunda, sua parente, alla morte della quale il feudo, il casale ed il tenimento di terre passarono alla Regia Curia; quindi re Federico III di Sicilia, con privilegio dato in Messina il 9 novembre 1310, assegnò il feudo a Simone de Curtibus, mentre Gibiluasili fu concesso a Guglielmo de Curtibus (Guglielmo Scurto).

### La baronia di Inici

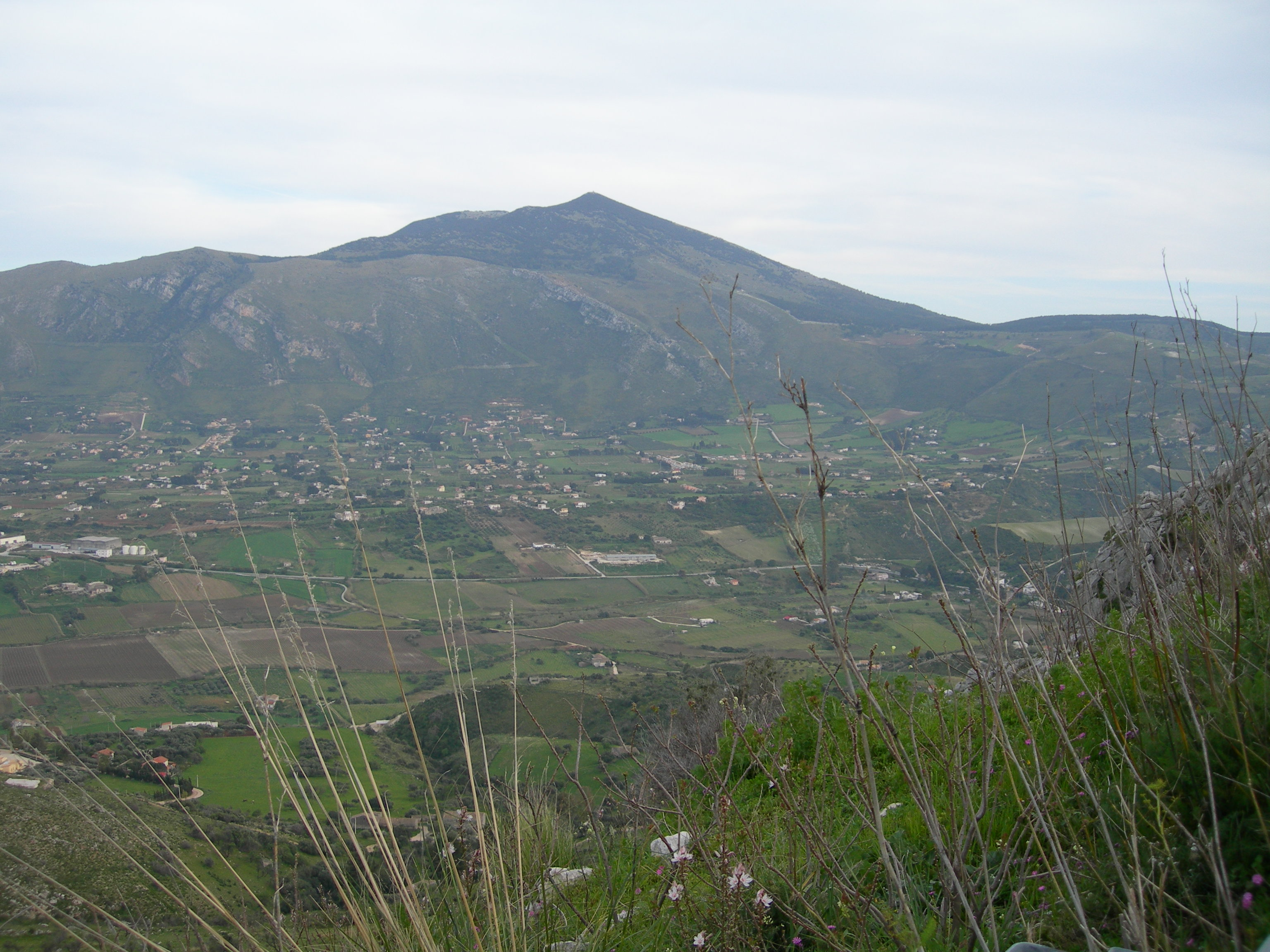
Baronia di Inici

La baronia di Inici fu creata nel 1507 con Simone Sanclemente.
Il feudo si trovava nella Val di Mazara, in un territorio sotto la giurisdizione di Monte San Giuliano e la località si trova oggi nel comune di Castellammare del Golfo. Il nome originario potrebbe essere Inichi (come attestato nel manoscritto "Quinternus antiquus feudorum et bonorum feudalium aut membrorum Regie Curie cum nominibus et cognominibus baronum et feudatariorum infra scripta et notata possidencium tempore serenissimi et illustrissimi regis et principis domini regis Friderici tercii regis Sicilie") o Inithi (come attestato in altri manoscritti conservati nella Biblioteca centrale della Regione Siciliana).
Non si hanno molte notizie sulla cronotassi dei proprietari di Inici: il primo, a detta del Barberi, sembra essere stato Nicola Asmundo (in epoca normanna), troviamo quindi (in epoca sveva ed aragonese), un Gilberto Abate nel 1234, un Riccardo Abate nel 1335, e Filippa Abate, figlia del precedente, nel 1348; infine, nel 1408, Simone Mannina (Lamagnina). Ai Mannina succedettero i Sanclemente.

## Proprietà

### Il castello di Inici

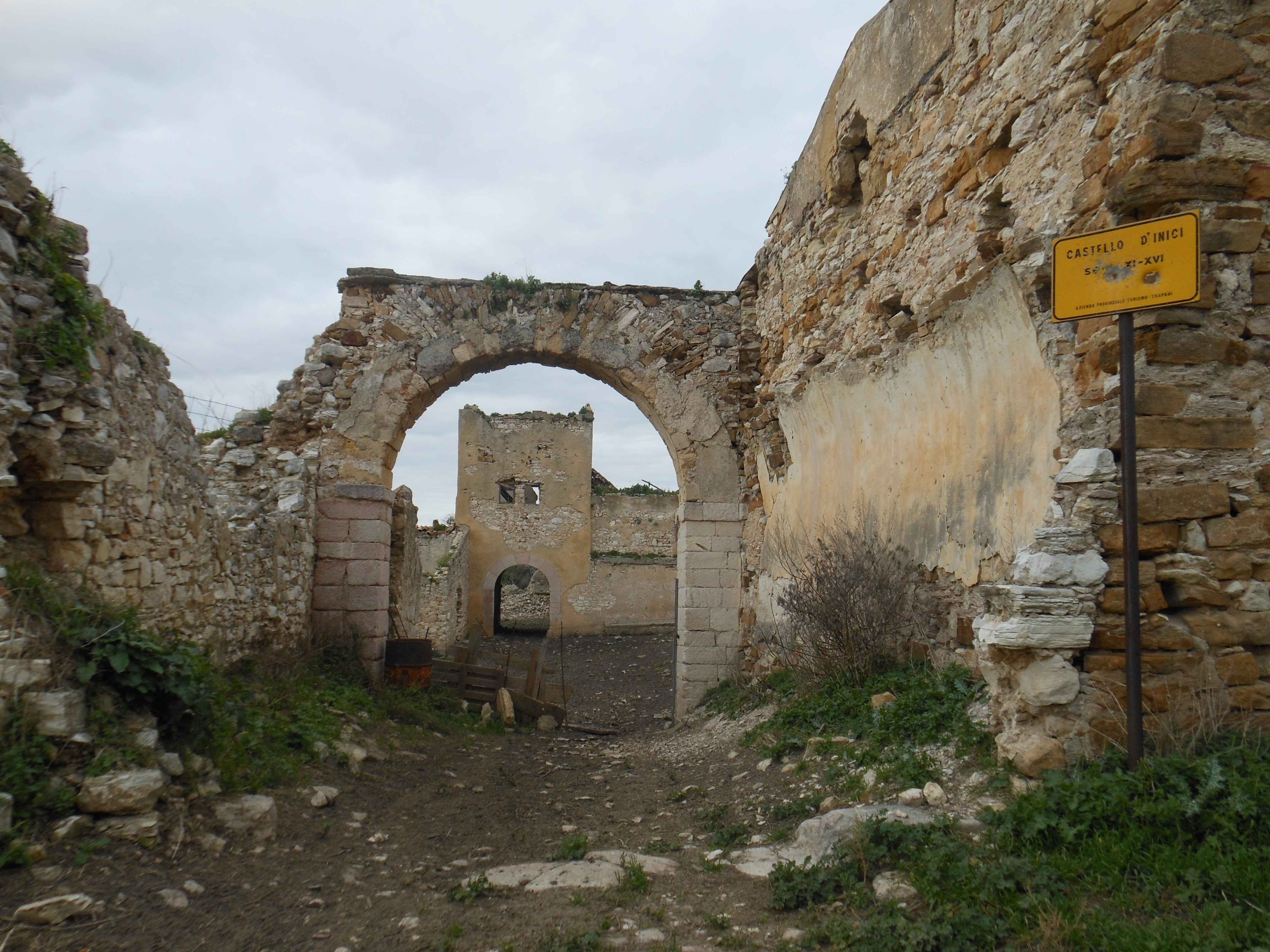
Castello di Inici

Il castello di Inici sorge ai piedi del monte Inici nei pressi del torrente Mendola. Venne presumibilmente costruito tra l'XI ed il XVII secolo, e sicuramente prima del 1535, anno in cui Giovanni Sanclemente vi ospitò l'imperatore Carlo V d'Asburgo di ritorno dalla spedizione di Tunisi, il quale sostò una notte nel castello.

### La tonnara di Scopello

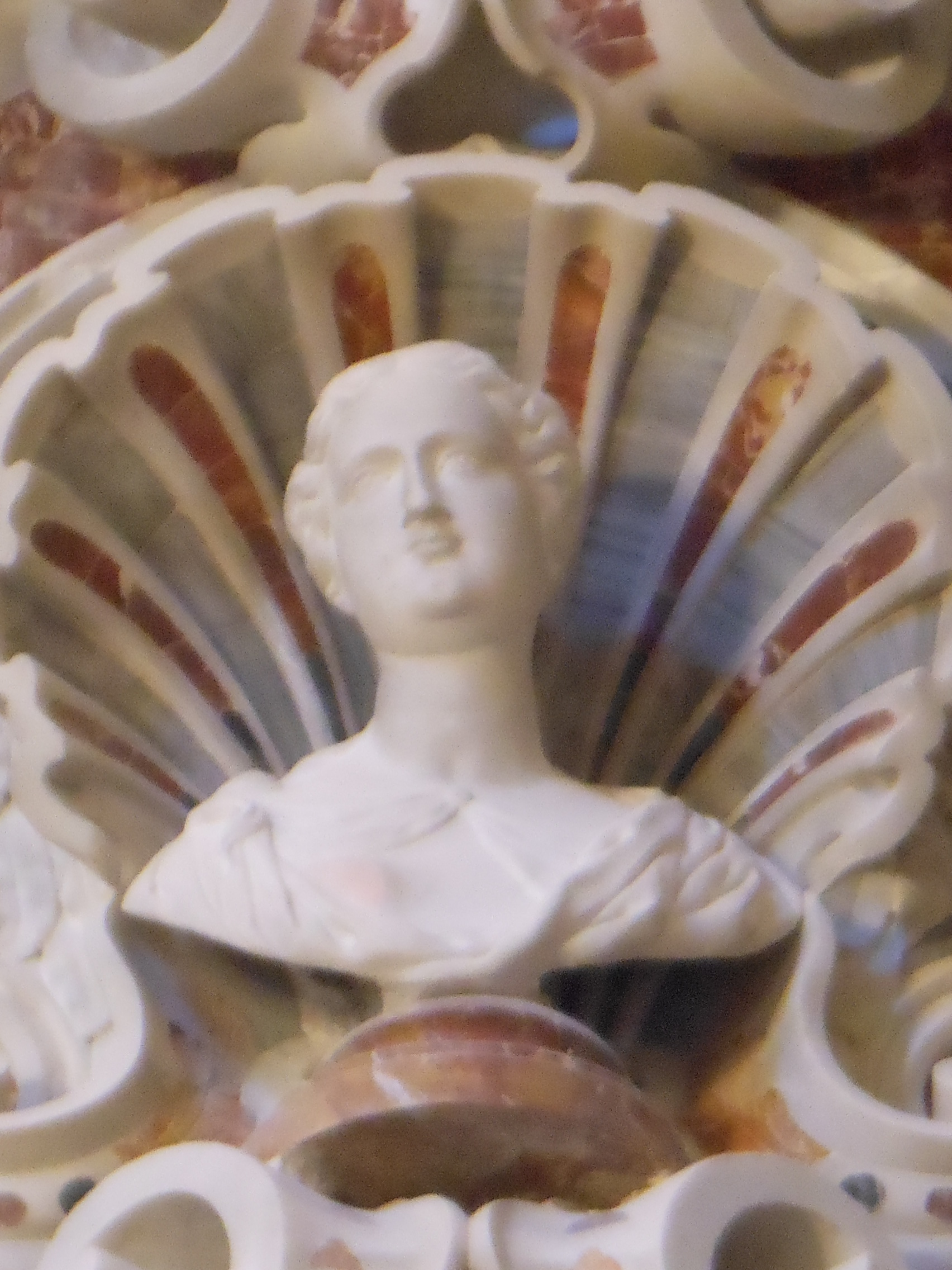
Allegranza Sanclemente

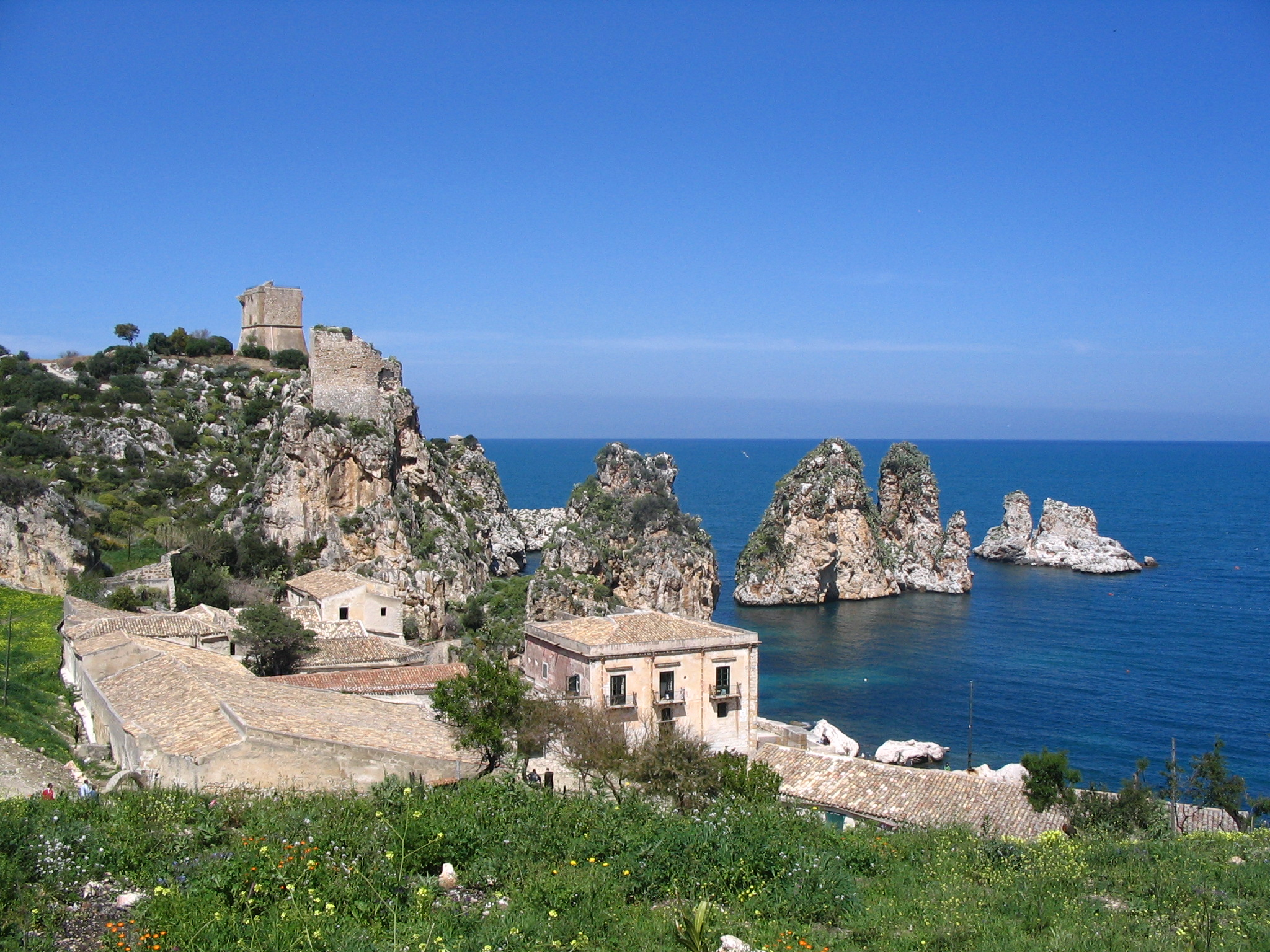
Tonnara di Scopello

La tonnara di Scopello è una delle più importanti e antiche di tutta la Sicilia, fu edificata e ampliata dalla famiglia Sanclemente nel corso del XV e del XVI secolo, passò quindi alla Compagnia di Gesù e infine alla famiglia Florio.
Si trova nel territorio di Castellammare del Golfo. La tonnara fu venduta per la prima volta a privati il 1º marzo 1442 e venne acquistata da Simone Mannina; per matrimonio con Bartolomea Mannina, figlia di Simone, che gliela portò in dote, pervenne a Giovanni Sanclemente. Quest'ultimo ottenne da Lope III Ximénez de Urrea y de Bardaixi, viceré di Sicilia, la concessione perpetua della stessa tonnara per sé e per i suoi discendenti il 28 marzo 1468 e la rese più produttiva ampliandone e ristrutturandone le struttura.
A Giovanni Sanclemente succedette l'unico figlio, Simone, barone di Inici, che ricevette la conferma della stessa successione con privilegio dato il 18 luglio 1502 a Toledo.
Donna Allegranza Sanclemente, nata Fardella, essendo premorto il figlio Simone, nel 1597, donò la tonnara al Collegio dei Gesuiti di Trapani insieme al castello di Inici e alla baronia di Inici ed alle altre proprietà della famiglia.